# Élections législatives togolaises de 1979
Les élections législatives togolaises de 1979 se déroulent le 30 décembre 1979 afin de pourvoir les 67 sièges de l'Assemblée nationale du Togo. Ces législatives, qui ont lieu en même temps qu'un référendum et qu'une élection présidentielle, sont les premières organisées dans le pays depuis le coup d'état de Gnassingbé Eyadéma en 1967. Les trois scrutins voient la victoire sans opposition de ce dernier, dont le  Rassemblement du peuple togolais est érigé en parti unique et remporte sans surprise la totalité des sièges à l'assemblée

## Déroulement
L'Assemblée nationale est depuis l'indépendance le parlement unicaméral du Togo. En 1967, cependant, le coup d'état d'Étienne Gnassingbé entraine sa dissolution en même temps que l'abolition de la constitution de 1963,. Fondé le 30 août 1969, le Rassemblement du peuple togolais est de facto le parti unique du pays, ce que la constitution approuvée par référendum en 1979 officialise. « Le RPT, parti unique (...) exprime les aspirations des masses laborieuses. (...) Le système politique togolais repose sur le principe du parti unique ».
Lors de ce scrutin, l'âge d'obtention du droit de vote est pour la première fois abaissé de 21 à 18 ans. Les candidats doivent quant à eux être âgés d'au moins 25 ans, savoir lire et écrire et avoir un casier judiciaire vierge. Le mandat parlementaire est incompatible avec la fonction de Ministre, de Président de la Cour suprême et de plusieurs autres fonctions publiques.
Seuls sont autorisés à concourir les membres du RPT, qui constitue une liste unique de candidats et de suppléants qu'il dépose au ministère de l'intérieur au minimum quinze jours avant le scrutin, ce qui correspond à la durée de la campagne électorale. Les électeurs n'ont la possibilité que de voter pour l'ensemble de la liste ou de voter blanc. Les suppléants remplacent les députés élus en cas de vacance de leur siège en cours de législature.

## Résultats
À la suite de la victoire du RPT, Gnassingbé Eyadema remanie le gouvernement le 3 mars 1980.
|                           |                                        |           |       |        |     |  |  |  |  |  |  |  |  |  |
| Parti                     | Parti                                  | Votes     | %     | Sièges | +/– |  |  |  |  |  |  |  |  |  |
|                           | Rassemblement du peuple togolais (RPT) | 1 250 942 | 100   | 67     | 67  |  |  |  |  |  |  |  |  |  |
|                           |                                        |           |       |        |     |  |  |  |  |  |  |  |  |  |
| Votes valides             | Votes valides                          | 1 250 942 | 96,62 |        |     |  |  |  |  |  |  |  |  |  |
| Votes blancs et invalides | Votes blancs et invalides              | 43 301    | 3,38  |        |     |  |  |  |  |  |  |  |  |  |
| Total                     | Total                                  | 1 294 243 | 100   | 67     | 15  |  |  |  |  |  |  |  |  |  |
| Abstention                | Abstention                             | 9 727     | 0,75  |        |     |  |  |  |  |  |  |  |  |  |
| Inscrits/Participation    | Inscrits/Participation                 | 1 303 970 | 99,25 |        |     |  |  |  |  |  |  |  |  |  |